# 飓风费法
飓风费法（英語：Hurricane Fefa）是1991年太平洋飓风季的一场大型飓风，虽然风暴基本没有造成破坏，但其名称仍然除名，永远都不会再在东太平洋风暴命名时采用。气旋源于7月29日卡波圣卢卡斯东南偏南方向约1575公里海域的一股东风波，是本季第6场热带风暴、第4场飓风和第2场大型飓风。系统向西北偏西方向移动，因外界总体环境有利而增强，于8月2日达到风力时速195公里的最高强度。费法转朝西面的夏威夷州前进，然后逐渐减弱，最终在夏威夷岛附近逐渐消散。
途经夏威夷期间，费法产生强烈的拍岸浪、中等强度阵风和局部暴雨，但没有报道表明飓风有造成人员丧生或财产损失。风暴还产生闪电，导致夏威夷岛上两人受伤。

## 气象历史
1991年7月17日，一股东风波离开非洲向西移动，先后经过大西洋和加勒比海，由于外界环境不利而没有得到发展，穿越中美洲后，东风波于7月25日进入东太平洋。7月28日，系统云系和对流结构有所改善，并在不久后发展出中层环流。系统继续组织，随后发展出下层环流，于7月29日在下加利福尼亚半岛最南端的卡波圣卢卡斯（Cabo San Lucas）东南偏南方向约1575公里海域发展成第七号热带低气压。但是，美国国家飓风中心在实际操作中是从卫星图像确认下层环流形成后才开始发布热带气旋公告，这时距热带低气压形成已经过了12小时。
由于所在洋面水温较高，还有上层外流这样的利好条件，低气压迅速增强，形成仅12小时后就达到热带风暴标准并获名“费法”（Fefa）。在此期间，风暴中心东面和南面上空发展出弯曲的云带。受北面的高压脊影响，气旋向西北偏西方向移动并缓慢强化。费法起初的增强速度较为缓慢，成为热带风暴后，其中心位于深层对流的西部边缘。7月31日，中心上空的对流开始增长，估计气旋于当晚在下加利福尼亚半岛最南端西南方向约1145公里洋面升级成飓风。
气象机构起初预计费法会在成为飓风后达到持续风速每小时130公里的最高强度。但是，飓风实际上却在8月1日清晨发展出庞大但不规则的风眼后迅速增强。8月2日，风眼结构有进一步改善，气旋在卡波圣卢卡斯西南偏西方向约1510公里洋面达到风力时速195公里的最高强度。从德沃夏克分析法得出的数值来看，飓风的最强风速有可能超过每小时195公里。此后不久，风暴因行经海域水温降低而开始减弱。受北面正在形成的高气压影响，气旋略朝西侧转向，并因水温较低并遭遇干燥空气导致逐渐弱化，风速于8月3日降至每小时135公里。

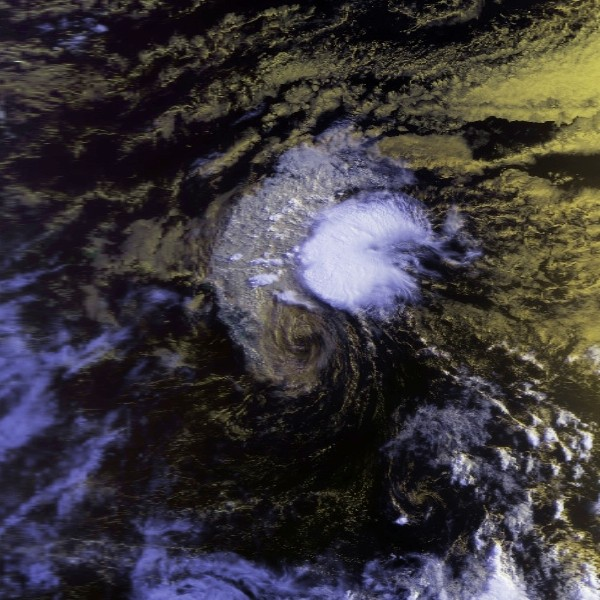
位于夏威夷州以东的热带风暴费法

费法略朝西面转向后沿水温较低的海域平行前进，飓风结构因此保持良好，风眼依然清晰。虽然行经洋面温差增大，而且风暴还与北面的层积云联系起来，但费法还是于8月4日再度增强，在夏威夷州希洛东南偏东方向约2070公里海域达到风力时速170公里的第2波最高强度。在此强度下保持约18小时后，飓风已进入中太平洋飓风中心预警责任区，并因冷心低压槽产生的风切变逐渐增多而出现小幅减弱。风切变继续增长，气旋强度的消退速度加快，于8月6日在夏威夷岛以东约1060公里海域降级成热带风暴。气象机构起初预计费法会转向西北，从夏威夷群岛以北海域经过。但风暴实际上继续向接近正西方向前进，并在此期间稳步弱化。气旋逼近夏威夷州期间，飓风猎人侦察机3次飞进费法进行观测。8月7日晚，系统在夏威夷岛以东不远处海域降级成热带低气压，并于8月8日开始消散，登岸后退化成东风波。系统残留向西北偏西方向移动，从夏威夷群岛以南洋面掠过，最终于8月9日在考艾岛西北方向逐渐消散。

## 影响

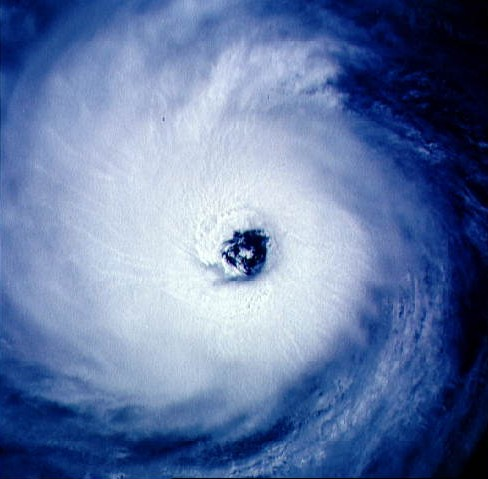
费法处于飓风强度的照片

飓风费法长时间向西前进，产生高达4.5米的涌浪，冲击夏威夷岛的东向海滩。涌浪将瓦砾和海水带到普纳鲁吾黑沙滩附近的沿海公路上，致使多条公路在风暴过后封闭。茂宜岛西南部也出现强烈的拍岸浪。虽然行经夏威夷群岛时只有弱热带低气压强度，但气旋还是在夏威夷岛和茂宜岛局部地区产生时速达80公里的大风。
经过夏威夷岛前，费法残余环流的东北部分发展出强烈雷暴。雷暴在行经冒纳凯阿火山和可哈拉山的上山坡时已有进一步发展，在部分地区产生倾盆大雨，可哈拉和哈玛库亚（Hamakua）出现山洪爆发。风暴没有造成人员丧生，但产生的闪电致使两人受伤。夏威夷火山國家公園一名男子在散步时被闪电击伤。希洛还有一名男子因闪电击中电话线路而被烧伤。没有报道表明这场风暴造成了财产损失。
风暴名称“费法”之后予以除名，从1997年开始以“费利西亚”（Felicia）取代。由于风暴并没有造成多少损失，所以其除名的确切原因不得而知，有可能是发音上存在问题，例如会在另一种语言中代表某种无法为社会接受的含义，或是这一名称代表人类史上的另一场重大灾难。